# فرم نرمال بتا
فرم نرمال بتا (به انگلیسی: Beta normal form) در جبر لاندا، یک جملهٔ لانداست که دیگر امکان کاهش بتا در آن وجود نداشته باشد. جملهٔ لاندا در حالت نرمال بتا است اگر نتوان بر روی آن کاهش بتا یا کاهش اِتا انجام داد.